# Stevie Smith

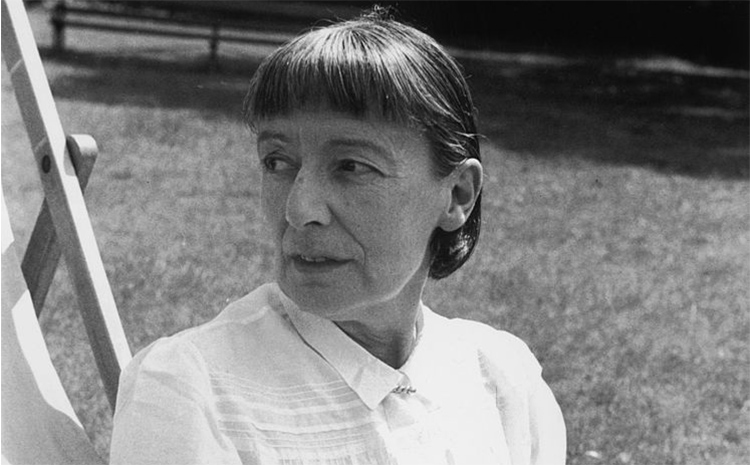
Stevie Smith

Florence Margaret Smith, schrijvend onder de naam Stevie Smith (Kingston upon Hull, 20 september 1902 – Londen, 7 maart 1971) was een Engels schrijfster en dichteres.
Na het verlaten van de middelbare school in 1923 werkte zij als secretaresse van Newnes, een uitgever van tijdschriften, en ze werd uiteindelijk privésecretaris van de twee managers. Ze was er werkzaam tot 1953. In de jaren twintig begon ze poëzie te schrijven, maar ze debuteerde pas in 1936 met een roman. Een jaar later publiceerde ze haar eerste gedichtenbundel. Beide publicaties zijn als poëzie moeilijk te classificeren. Door de jaren heen schreef ze nog twee romans met een autobiografisch karakter, en acht gedichtenbundels. In de jaren zestig werd ze bekend om de onconventionele openbare lezingen van haar eigen werken, ze las haar gedichten en zong voor radio en televisie. In 1969 ontving ze de Queen's Gold Medal for Poetry.
Smith neemt een bijzondere positie in de Engels literatuur in omdat haar poëzie weinig gemeen heeft met die van haar tijdgenoten. Soms is de invloed van William Blake en Edward Lear te bespeuren. Smith's taal schommelt tussen eenvoudig en archaïsch Engels, ze gebruikt zowel traditionele als vrije vormen. Veel gedichten werden versierd met tekeningen, die de originaliteit van hun lyrische werken illustreren. De speelse en humoristische toon van veel gedichten herinnert aan kinderversjes, maar vaak is de tekst gecontrasteerd met subtiele melancholie en een thematische voorkeur voor de dood en zelfmoord.
Stevie Smith heeft ook poëzie vertaald, zo vertaalde zij het gedicht Animula vagula blandula van Hadrianus. 
Smith woonde tot haar dood in 1971 in Palmers Green, ze overleed aan een hersentumor. Ze had de zorg voor haar oude tante Madge op zich genomen, al was ze zelf in slechte gezondheid. De tante stierf in 1968 en Smith bleef in het huis wonen waar ze drie jaar later stierf. Ze is nooit getrouwd.